# Guy Fieri
Guy Fieri, född 22 januari 1968 i Columbus, Ohio, är en amerikansk kock. Han är känd från Diners, Drive-Ins and Dives och Guy's Big Bite, men har även skrivit ett antal kokböcker. 
Fieri är sedan 1995 gift med Lori Fieri och paret har två barn tillsammans. Han har ett flertal restauranger, bland annat i New York och Las Vegas.